# Anthohebella parasitica
Anthohebella parasitica är en nässeldjursart som först beskrevs av Ciamician 1880.  Anthohebella parasitica ingår i släktet Anthohebella och familjen Hebellidae. Inga underarter finns listade i Catalogue of Life.